# EstadiosDB.com
EstadiosDB.com es un sitio web dedicado a estadios de fútbol, fundado en septiembre de 2024 a partir de las versiones polaca (Stadiony.net, creada en 2001) e inglesa (StadiumDB.com, lanzada en 2012).
El sitio web publica diariamente noticias sobre estadios, y contiene también una amplia base de datos y fotos sobre estadios actuales de todo el mundo, proyectos de futuras instalaciones, coberturas de construcciones e informaciones sobre los estadios históricos.

## Historia
El sitio web fue lanzado en septiembre de 2024. Sin embargo, su historia se remonta a agosto de 2001, cuando Grzegorz Kaliciak fundó Stadiony.net, la versión polaca del portal. 11 años más tarde, en 2012, a partir de Stadiony.net su redaccion lanzó la versión gemela del sitio web en inglés, StadiumDB.com.
Esto coincidió con la Eurocopa 2012, organizada en Polonia y Ucrania, que aumentó la popularidad del portal gracias al interés que generaban las construcciones de cuatro estadios, entre ellos el Estadio Nacional en Varsovia.
EstadiosDB.com, StadiumDB.com y Stadiony.net comparten un diseño idéntico y tienen un contenido editorial similar.

## Descripción
La principal característica del sitio web es una sección de noticias sobre instalaciones futbolísticas de todo el mundo. Publica con regularidad noticias sobre construcciones en curso o previstas y acontecimientos deportivos relacionados con los estadios.
El sitio web también cuenta con una base de datos internacional (con descripciones y fotos) de estadios, incluidos estadios históricos y de torneos, así como con la mayor base de datos del mundo de diseños de estadios de fútbol. Además, también hay una sección sobre estadios en construcción, donde se pueden encontrar actualizaciones de las obras de construcción de estadios de fútbol.
Los temas del sitio web se limitan estrictamente a estadios de fútbol o estadios polivalentes donde se pueden organizar partidos de fútbol. El servicio se crea con la participación activa de los lectores y otras personas que comparten información, comentarios y fotos.

## Stadium of the Year
A principios de cada año, el sitio web organiza el concurso Estadio del Año, cuyo objetivo es determinar, mediante votación pública, el mejor recinto futbolístico construido en el año anterior al concurso, en opinión de sus lectores.
El concurso es una votación abierta y en línea en la que los lectores del sitio web pueden participar otorgando puntos a cinco estadios de su elección (puntuaciones de 5, 4, 3, 2 y 1). Stadium of the Year es uno de los premios más prestigiosos de la arquitectura deportiva y es también la mayor votación pública de este tipo en el mundo. En la edición de 2014, que batió récords, se presentaron casi 100.000 votos.
En las ediciones de 2014-2020, además de la votación pública, se organizó por separado una votación del jurado. Se invitó a arquitectos especializados en el diseño de estadios como miembros del jurado.
El concurso se celebró por primera vez en 2011 en el sitio web en lengua polaca Stadiony.net. Desde la 3ª edición, tras la creación de StadiumDB.com, el concurso se organiza conjuntamente en ambas versiones lingüísticas, y desde la 14ª edición (Stadium of the Year 2024) se organizará también en la versión española.